# Harmanpreet Kaur
Harmanpreet Kaur (8 de març de 1989, Moga, Panjab, Índia) és una jugadora de criquet índia i la capitana de la selecció femenina de críquet índia on juga com a polivalent. També es capitana i juga a l'equip Mumbai Indians a la Lliga Premiere femenina (WPL).
El novembre de 2018,va esdevenir la primera dona de l'Índia que va anotar una centena en un partit de Women's Twenty20 International (WT20I). És l'única jugadora de cricket índia amb més de 3.000 carreres a T20Is i una de les tres úniques dones índies que ha anotat més de 3.000 carreres a Women's One Day Internationals (WODI). A l'octubre de 2019, durant la sèrie contra Sud-àfrica, es va convertir en la primera jugadora de cricket de l'Índia, masculina o femenina, a jugar a 100 partits internacionals Twenty20.

## Primers anys
Kaur va néixer el 8 de març de 1989 a Moga, al Panjab (Índia), filla del jugador de voleibol i bàsquet Harmandar Sigh Bhullar i de Satwinder Kaur, tots dos de la religió sikh. El seu pare va ser el primer entrenador quan es va iniciar en el criquet. El seu interès per l’esport va començar quan va accedir a la Gian Jyoti School Academy, situada a 30 quilòmetres de casa seva. En aquesta etapa formativa va haver de competir amb equips masculins.
L’any 2014 es va traslladar a Bombai on va començar a treballar per Indian Railways.
Ha afirmat haver obtingut una llicenciatura en arts de la Universitat Chaudhary Charan Singh de Meerut, a Uttar Pradesh. Tanmateix, una investigació dels funcionaris de la universitat no ha trobat cap registre de la seva inscripció al centre. Altres informes indiquen que en realitat va estudiar a la universitat Hans Raj Mahila Maha Vidyalaya (de la Universitat Guru Nanak Dev) a Jalandhar, Panjab.

## Carrera professional
Va fer el seu debut al març del 2009 a l’ODI (One Day International) a l’edat de 20 anys en un partit del Mundial contra l’equip nacional femení de criquet del Pakistan. L'enfrontament es va celebrar a l’estadi Bradman Oval (Nova Gal·les, Austràlia). Kaur va aconseguir 4 overs (sèries de llençament), anotant 10 carreres.
Al juny del 2009 va fer el seu debut al Twenty20 International al ICC Women's World Twenty20 contra la selecció nacional d’Anglaterra a County Ground (Taunton, Somerset) on va anotar 8 carreres amb 7 pilotes.
Va ser nomenada capitana de l'Índia per a la final de la Copa d'Àsia Femenina Twenty20 de 2012 perquè la capitana Mithali Raj i la vicecapitana Jhulan Goswami estaven baixa per lesions. Va debutar com a capitana contra l'equip nacional femení del Pakistan. Al partit, l'Índia va defensar 81 carreres i va guanyar la Copa Àsia.
El març de 2013, va ser nomenada capitana de l'ODI de l'Índia durant la gira de la selecció femenina de críquet de Bangladesh pel país. A la sèrie, Kaur va anotar la sev a segona centúria ODI al segon ODI i va acabar la sèrie de 195 llençaments amb una mitjana de 97,50, una centúria, una cinquantena i 2 wickets.
L'agost de 2014, va ser una de les vuit debutants que va jugar contra l'equip femení de cricket d'Anglaterra en un partit amistós al Sir Paul Getty's Ground de Wormsley.
El gener de 2016, va ajudar la seva selecció nacional a guanyar diverses sèries contra Austràlia. Va anotar 31 boles i 46 carreres en la competició més destacada de l'Índia en els internacionals T20. Va continuar la seva carrera a l'ICC Women's World Twenty20 del 2016 on va anotar 89 carreres i va aconseguir set wickets en quatre partits.
El juny de 2016, es va convertir en la primera jugadora de cricket india signada per una franquícia Twenty20 a l'estranger. Sydney Thunder, la campiona femenina de la Big Bash League, la va fitxar per a la temporada 2016-17. El 20 de juliol de 2017 va anotar 171* (115) contra Austràlia a la semifinal de la Copa del Món de Cricket Femení 2017 a Derby. El 171* de Kaur és actualment la segona puntuació més alta d'un bateador indi en els internacionals femenins d'un dia, després de les 188 carreres de Deepti Sharma. Kaur també té el rècord de la puntuació individual més alta de la l'Índia en la història de la Copa del Món de cricket femení. Kaur té ara el rècord d'haver registrat la puntuació individual més alta de la història en una fase eliminatòria d'un partit de la Copa del Món femenina (171*) superant el rècord anterior de 107* de Karen Rolton.
L'any 2017 formar part de l'equip indi per arribar a la final de la Copa del Món de Cricket Femení , on l'equip va perdre amb Anglaterra per nou carreres. Al desembre va ser nomenada com una de les jugadores de l'equip T20I femení de l'any de l'ICC.
L'octubre de 2018, va ser nomenada capità de l'equip de l'Índia per al torneig ICC Women's World Twenty20 de 2018 a les Índies Occidentals. Abans del torneig, va ser nomenada com una de les jugadores que valia la pena veure jugar. En el partit inaugural del torneig, contra Nova Zelanda, es va convertir en la primera dona de l'Índia a anotar una centúria en WT20Is, amb 103 carreres i 51 pilotes. També va ser la màxima anotadora de l'Índia en el torneig, amb 183 carreres en cinc partits.
El novembre de 2018, va entrar a l'equip de Sydney Thunder per a la temporada 2018–19 de la Big Bash League femenina.
El gener de 2020, va ser nomenada capitana de l'equip de l'Índia per a la Copa del Món Femenina T20 de l'ICC 2020 a Austràlia.
El 2021, va ser seleccionada per Manchester Originals per a la temporada inaugural de The Hundred. Va jugar amb ells en 3 jocs, anotant 104 carreres abans de retirar-se del torneig a causa d'una lesió.
El gener de 2022, va formar part de l'equip de l'Índia per a la Copa del Món de Cricket Femení de 2022 a Nova Zelanda. El juliol de 2022, va ser nomenada capitama de l'equip de l'Índia per al torneig de cricket als Jocs de la Commonwealth de 2022 a Birmingham, Anglaterra.
El febrer de 2023, a la subhasta inaugural de la WPL, els Mumbai Indians la van comprar per 1,80 milions de rupies. L'equip, capitanejat per ella, va guanyar la WPL inaugural.
El juliol de 2023, Kaur va ser multada amb el 75% de la seva quota de partit, va rebre quatre punts de demèrit i va ser suspesa durant dos partits per l'International Cricket Council (ICC) per infringir el codi de conducta pel seu mal comportament durant l'ODI final de la sèrie de Bangladesh. Se la va declarar culpable de dos càrrecs separats presentats per Akhtar Ahmed, l'àrbitre del partit. Finalment Kaur va rebre tres punts de demèrit i va pagar el 50% de la seva quota de partit per "mostrar la dissidència davant la decisió d'un àrbitre". Així, es va convertir en la primera jugadora femenina a rebre una sanció de nivell 2 des que l'ICC va començar a enumerar públicament les infraccions del codi de conducta el 2016. També se li va concedir un punt de demèrit per una sanció de nivell 1 separada juntament amb una multa del 25% de la seva quota del partit per "crítiques públiques" als àrbitres del partit.

## Reconeixement
Va ser guardonada amb el Premi Arjuna com a jugador de criquet de l'any el 2017 pel Ministeri de Joventut i Esports.
L'any 2023 va aparéixer a la llista de 100 dones de la BBC i a la llista Time 100 Next.